# Chariesthes obliquevittata
Chariesthes obliquevittata là một loài bọ cánh cứng trong họ Cerambycidae.